# Нуклеотидная последовательность

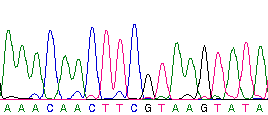
Распечатка электрофореграммы, полученной с помощью автоматического секвенатора

Нуклеотидная последовательность, генетическая последовательность — порядок следования нуклеотидных остатков в нуклеиновых кислотах. Определяется при помощи секвенирования.

## Описание
Для записи нуклеотидных последовательностей ДНК по рекомендации IUPAC используются символы латинского алфавита.
- A = аденин[2]
- C = цитозин
- G = гуанин
- T = тимин
- R = G A гуанин или аденин — пуриновые (purine) основания
- Y = T C пиримидиновые (pyrimidine) основания
- K = G T содержащие кето-группу
- M = A C содержащие аминогруппу
- S = G C «сильные» (strong), образующие 3 водородные связи
- W = A T «слабые» (weak), образующие 2 водородные связи
- B = G T C (любой, кроме A)
- D = G A T (любой, кроме C)
- H = A C T (любой, кроме G)
- V = G C A (любой, кроме T)
- N = A G C T (любой)

Символы, обозначающие неопределённость последовательности, необходимы, когда точная последовательность неизвестна, несущественна или известны разные её варианты.
Для записи последовательностей РНК обычно достаточно символов A, С, G, U (уридин).
Все последовательности записываются без пробелов, слева направо, от 5'-конца к 3'-концу.